# Linia kolejowa Waldheim – Rochlitz
Linia kolejowa Waldheim – Rochlitz – dawna regionalna linia kolejowa w Niemczech, w kraju związkowym Saksonia. Biegła z Waldheim przez Hartha i Geringswalde do Rochlitz. Linia została otwarta w 1893 i zamknięta w 1998. Podczas całego okresu eksploatacji, obsługiwała wyłącznie ruch lokalny.